# Charlotte Ainslie
Pour les articles homonymes, voir Ainslie.
Charlotte Edith Ainslie, née le 15 février 1863 à Édimbourg et morte le 24 août 1960 dans la même ville, est une éducatrice et directrice d'école écossaise.

## Biographie
Charlotte Ainslie naît à Lauriston Place à Édimbourg en 1863, la deuxième fille de Mary Ann Wood et William Ainslie, un chimiste pharmaceutique. Elle fréquente le George Watson's Ladies' College et passe en 1880 l'examen d'entrée à l'université d'Édimbourg, où elle se classe deuxième. Elle travaille comme professeure privée en France, Suisse et Allemagne durant deux ou trois ans, et découvre d'autres pédagogies et systèmes éducatifs. Elle reprend ses études à son retour, à l'université de St Andrews, où elle prépare le certificat supérieur féminin (LLA) qu'elle obtient avec mention en 1885.
Elle est nommée directrice du département de langues vivantes au Dunheved College, à Launceston, en Cornouailles en janvier 1889. Elle est reçue à l'examen d'entrée à l'université de Londres, et obtient une bourse d'études au Bedford College. Elle est étudiante de 1892 à 1895, bénéficie d'une bourse d'études Gilchrist en 1893, et obtient son diplôme (BA) en 1895. Elle travaille de 1896 à 1900 en tant que directrice adjointe à la Skinners's Company's School for Girls à Londres et, en 1902, est conférencière invitée à un colloque au Cambridge Training College for Women.

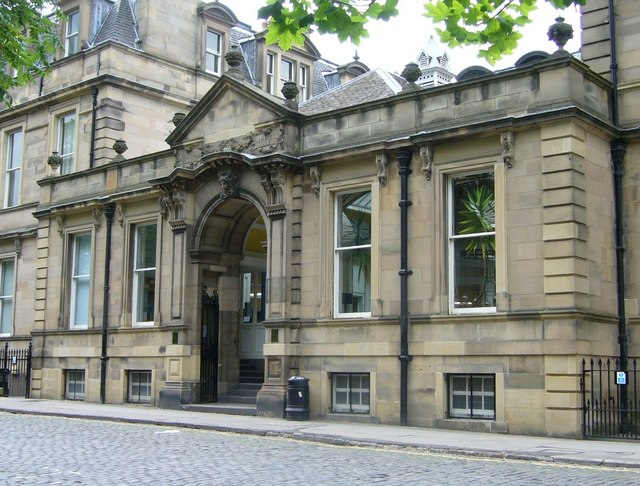
George Watson's Ladies College.

En 1902, Charlotte Ainslie est nommée à la tête de son ancienne école d'Édimbourg, le George Watson's Ladies' College. En 1909, elle est nommée gouverneure au Bedford College. Elle est présidente de la Secondary Education Association of Scotland en 1912-1913 et membre du comité des réformes éducatives écossaises, s'impliquant particulièrement dans les activités du sous-comité pour l'éducation des jeunes filles. Elle est l'auteure de plusieurs écrits sur ce thème, et sur le statut des enseignantes, notamment en Écosse. Elle estime que les filles doivent pouvoir étudier l'histoire économique et sociale ou la politique locale, avoir accès aux mêmes cours que les garçons, mais que ces matières doivent rester facultatives pour elles,. Elle demande également que chaque école secondaire écossaise ait une directrice-adjointe responsable de la scolarité des filles, et se montre critique quant aux perspectives de carrière et salariales des enseignantes, dans les écoles primaires et secondaires. Elle ne se mêle pas de questions liées au droit de vote des femmes, mais se fait élire à la Edinburgh Women Citizens' Association en 1918, devient membre du conseil exécutif de l'association dont elle est vice-présidente en 1921.
Charlotte Ainslie prend sa retraite du George Watson's Ladies' College en 1926, et s'installe à Mayfield Terrace, à Édimbourg. Elle meurt à Édimbourg le 24 août 1960 à l'âge de 97 ans, dans une maison de santé.

## Hommages et distinctions
Elle reçoit un doctorat honoris causa (LLD) de l'université d'Édimbourg en 1926. Elle est nommée officière de l'ordre de l'Empire britannique en 1929 ou 1933.